# 百済王仁貞
百済王 仁貞（くだらのこにきし にんじょう）は、奈良時代の貴族。官位は従四位下・右中弁。

## 経歴
宝亀8年（777年）従五位下・衛門員外佐に叙任される。
桓武朝に入り、天応元年（781年）近衛員外少将に遷る。天応2年（782年）播磨介に転じると、備前介・延暦4年（785年）備前守と桓武朝初頭は山陽地方の地方官を務める一方で、延暦2年（783年）従五位上に昇叙される。
延暦8年（789年）中宮亮として京官に復すと、延暦9年（790年）正五位上・左中弁、延暦10年（791年）従四位下と要職の弁官に抜擢され急速に昇進した。
延暦10年（791年）7月29日卒去。最終官位は左中弁従四位下。

## 官歴
『続日本紀』による。
- 時期不詳：正六位上
- 宝亀8年（777年） 正月7日：従五位下。10月13日：衛門員外佐
- 天応元年（781年） 4月8日：近衛員外少将
- 天応2年（782年） 正月17日：播磨介
- 延暦2年（783年） 2月5日：従五位上。6月21日：備前介
- 延暦4年（785年） 正月15日：備前守
- 延暦8年（789年） 3月16日：中宮亮（皇后・藤原乙牟漏）
- 延暦9年（790年） 2月27日：正五位上（越階）。3月26日：左中弁兼木工頭
- 延暦10年（791年） 正月7日：従四位下。7月29日：卒去（左中弁従四位下）

## 系譜
- 父：不詳
- 母：不詳
- 生母不明の子女
  - 女子：藤原冬嗣室[1]